# Prosopographia Ptolemaica
Die Prosopographia Ptolemaica ist ein prosopographisches Nachschlagewerk, das sämtliche Einwohner des Ptolemäerreiches erfassen soll, die aus den antiken Quellen bekannt sind. Die Erarbeitung erfolgt in einem Langzeit-Forschungsprojekt an der Katholieke Universiteit Leuven.
Die bislang zehn erschienenen Bände wurden in der Schriftenreihe Studia Hellenistica veröffentlicht. Den Grundbestand des Nachschlagewerkes stellen die sechs ersten Bände dar, die von 1950 bis 1968 erschienen und weitgehend durch Willy Peremans sowie Edmond Van’t Dack erarbeitet wurden. Die Einträge sind nach den Tätigkeitsfeldern der enthaltenen Personen gegliedert, die wiederum nach größeren Sachgruppen (Zivilverwaltung, Landheer, Priesterschaft, Landwirtschaft, Handel und Handwerk, Königshof...) zu den sechs Bänden zusammengestellt sind. Innerhalb der einzelnen Kategorien sind die Personeneinträge alphabetisch sortiert. Band 7 (erschienen 1975) bietet ein alphabetisches Namensregister für sämtliche Einträge dieser Bände. In den Bänden 8 und 9 wurden 1975 und 1981 Nachträge und Korrekturen zu den ersten drei Bänden des Gesamtwerkes publiziert.
Ursprünglich hatten Willy Peremans und Edmond Van’t Dack vorgesehen, neben dem „systematischen“, also nach Berufs- und Tätigkeitsgruppen gegliederten Teil des Nachschlagewerkes einen zweiten alphabetischen Teil zu publizieren. Dieser hätte auch die in den Quellen bezeugten Einwohner des Ptolemäerreiches enthalten, deren Tätigkeitsgebiet nicht bekannt ist. Einen ersten Ansatz zu diesem zweiten Teil der Prosopographie hatte bereits Band 7 mit dem alphabetischen Index dargestellt. Später zeigte sich jedoch, dass dieses Vorhaben durch das Aufkommen der Elektronischen Datenverarbeitung mit den neuen Möglichkeiten durchsuchbarer Datenbanken weitgehend obsolet geworden war. Stattdessen wurden die bisher veröffentlichten Personeneinträge sowie das sonstige verfügbare, noch nicht erschienene Material in einer elektronischen Datenbank gesammelt. Diese wurde auf der Website der Katholieke Universiteit Leuven veröffentlicht und ist mittlerweile in die Personendatenbank von Trismegistos integriert. Dennoch wurde entschieden, weitere Bände der Prosopographia Ptolemaica neben den nach Tätigkeitsbereichen gegliederten in Buchform zu veröffentlichen. Von diesen ist bislang lediglich einer im Jahr 2002 erschienen, der den zehnten Band des Gesamtwerkes darstellt und die Bewohner des Ptolemäerreiches, deren ethnische Herkunft bekannt ist, nach diesem Kriterium sortiert aufführt.

## Erschienene Bände
- Willy Peremans, Edmond Van’t Dack: Prosopographia Ptolemaica. Band 1: L’administration civile et financière: no 1 à 1824 (= Studia Hellenistica. Band 6). Bibliotheca universitatis Lovanii, Löwen 1950.
- Willy Peremans, Edmond Van’t Dack: Prosopographia Ptolemaica. Band 2: L’armée de terre et la police: nos 1825–4983 (= Studia Hellenistica. Band 8). Publications Universitaires de Louvain, Löwen 1952.
- Willy Peremans, Edmond Van’t Dack: Prosopographia Ptolemaica. Band 3: Le clergé, le notariat, les tribunaux: nos 4984–8040 (= Studia Hellenistica. Band 11). Publications Universitaires de Louvain, Löwen 1956.
- Willy Peremans, Edmond Van’t Dack: Prosopographia Ptolemaica. Band 4: L’agriculture et l’élevage: nos 8041–12459 (= Studia Hellenistica. Band 12). Publications Universitaires de Louvain, Löwen 1959.
- Willy Peremans, Edmond Van’t Dack: Prosopographia Ptolemaica. Band 5: Le commerce et l’industrie; le transport sur terre et la flotte; la domesticité (= Studia Hellenistica. Band 13). Publications Universitaires de Louvain, Löwen 1963.
- Willy Peremans, Edmond Van’t Dack, Leon Mooren, Wilfried Swinnen: Prosopographia Ptolemaica. Band 6: La cour, les relations internationales et les possessions extérieures, la vie culturelle (= Studia Hellenistica. Band 17). Publications Universitaires de Louvain, Löwen 1968.
- Loe de Meulemeester-Swinnen, Hans Hauben: Prosopographia Ptolemaica. Band 7: Index nominum (= Studia Hellenistica. Band 20). Publications Universitaires de Louvain, Löwen 1975.
- Leon Mooren, Wilfried Swinnen: Prosopographia Ptolemaica. Band 8: Addenda et Corrigenda aux Volumes I (1950) et II (1952) (= Studia Hellenistica. Band 21). Publications Universitaires de Louvain, Löwen 1975.
- Willy Clarysse: Prosopographia Ptolemaica. Band 9: Addenda et Corrigenda au Volume III (1956) (= Studia Hellenistica. Band 25). Publications Universitaires de Louvain, Löwen 1981.
- Csaba A. La’da: Prosopographia Ptolemaica. Band 10: Foreign Ethnics in hellenistic Egypt (= Studia Hellenistica. Band 38). Peeters, Löwen 2002, ISBN 90-429-1195-6.